# カンポン・バル駅
カンポン・バル駅（カンポン・バルえき、マレー語:Stesen Kampung Baru）は、マレーシアのクアラルンプールにある、ラピドKLクラナ・ジャヤ線の駅である｡KLCC地区にも比較的近い。

## 歴史
- 1999年6月1日開業

## 駅構造
島式ホーム1面2線をもつ地下駅である。